# Али II ибн Умар
Али II ибн Умар ибн Идрис (араб. علي الثاني بن عمر بن إدريس الصغير‎; ? — после 880 года) — седьмой халиф государства Идрисидов в 866—880 годах.

## Биография
Был сыном Умара ибн Идриса, приходился внуком халифу Идрису II; после смерти отца унаследовал его земли, среди которых были Эр-Риф и Танжер.
В 866 году он стал халифом государства, унаследовав власть после смерти своего племянника Яхьи II ибн Яхья. Незадолго до этого он подавил восстание в Фесе и стал правителем государства. В период его правления государство продолжали сотрясать междоусобицы между Идрисидами и войны с берберскими племенами. 
В результате он потерял власть и бежал из Феса; дальнейшая его судьба неизвестна.